# Radicaal 67
Radicaal 67 is een van de 34 van de 214 Kangxi-radicalen dat bestaat uit vier strepen.
In het Kangxi-woordenboek zijn er 26 karakters die dit radicaal gebruiken.

## Karakters met het radicaal 67
| Strepen | Karakter |
| ------- | -------- |
| + 0     | 文       |
| + 6     | 斊 斋    |
| + 7     | 斍 斏    |
| + 8     | 斌 斐 斑 |
| + 9     | 斒       |
| + 12    | 斓       |
| + 15    | 斔       |
| + 17    | 斕       |
| + 19    | 斖       |

Orakelbotkarakter
Bronskarakter
Klein zegelkarakter